# Kronostratigrafija
Kronostratigrafija (grčki: χρόνος chrónos = vrijeme; stratigrafija) je geološka disciplina koja se bavi utvrđivanjem apsolutne starosti fosilnih ostataka i stijena kao i utvrđivanjem vremenskoga slijeda geološke povijesti Zemlje. Kronostratigrafija starost utvrđuje na osnovu vremena poluraspada radioaktivnih elemenata u Zemljinoj kori.
Krajnji i osnovni smisao stratigrafske klasifikacije je smještanje različitih litostratigrafskih i biostratigrafskih jedinica u jasan vremenski okvir u međusobnoj korelaciji za što je poslužila kronostratigrafija.
Težište litostratigrafskoga i biostratigrafskoga sistema je korelacija između novih slojeva i stratotipa (prvoga opisanoga profila) odnosno tipskoga lokaliteta (gdje se nalazi stratotip ili je opisana jedinica), dok je zadatak kronostratigrafije korelacija između različitih više ili manje istih cjelina. Povezivanjem takvih cjelina dobivaju se kronostratigrafske jedinice kao dijelovi naslaga koje odgovaraju nekome vremenskome rasponu. Iako se i prilikom formiranja kronostratigrafske jedinice polazi od nekoga stratotipa ona obuhvaća sve stijene litosfere koje su nastale u istome dobu.

## Kronostratigrafijske jedinice
| Eonotema  |
| Eratema   |
| Sistem    |
| Odsjek    |
| Kat       |
| Kronozona |

## Razlika između geokronologije i kronostratigrafije
Potrebno je razlikovati kronostratigrafske i geokronološke jedinice. Kronostratigrafske jedinice se odnose na geološki materijal, pa je točno reći "fosilni ostaci tiranosaura pronađeni su u gornjekrednoj seriji". Geokronološke jedinice se odnose na vrijeme, pa je točno reći "tiranosaur je živio krajem krede".